# Heinz Leib
Heinz Leib (* 16. Januar 1927 in Lauscha; † 18. Oktober 2016 in Sonneberg) war ein deutscher Fußballspieler und -trainer. Als Trainer betreute er in den 1960er Jahren Motor Steinach in der DDR-Oberliga.

## Sportliche Laufbahn

### Fußballspieler
Der 23-jährige Heinz Leib erlebte mit der SG Lauscha 1949/50 die für die thüringische Sportgemeinschaft bisher erfolgreichste Fußballsaison. Als Vizemeister hatte man sich für die neu geschaffene zweitklassige DS-Liga qualifiziert. Anschließend gewann die Mannschaft den Thüringer Fußballpokal durch einen 9:1-Sieg über die SG Schmerbach. Dieser Sieg führte zur Teilnahme am DS-Pokal, den die SG  Lauscha mit einem 1:0-Sieg über die SG Vorwärts Wismar gewann. Leib wirkte im Endspiel als halbrechter Stürmer mit.
In seiner ersten Ligasaison 1950/51 wurde er in den 18 Punktspielen 14-mal eingesetzt und erzielte fünf Tore. Im April 1951 wurde Leib von der neu gegründeten Betriebssportgemeinschaft (BSG) Chemie Lauscha übernommen, die die Saison als Achter beendete. In den folgenden drei Spielzeiten bestritt Leib alle Punktspiele und wurde 1952 und 1954 mit 17 bzw. 21 Treffern Torschützenkönig in der Liga-Staffel 1. Nach der Saison 1954/55 wurde eine Liga-Reform durchgeführt, der Chemie Lauscha zum Opfer fiel. Als Tabellen-Achter musste die Mannschaft in die neue drittklassige II. DDR-Liga absteigen. In der letzten Zweitklassen-Saison hatte Leib noch einmal 21 Meisterschaftsspiele absolviert und war mit seinen 13 Toren zum vierten Mal bester Schütze der Mannschaft geworden. Damit war Leib in den vier Zweitliga-Spielzeiten mit 111 Liga-Einsätzen und 69 Toren zum erfolgreichsten Spieler der Lauschaer geworden. Nach dem Ende der Saison 1954/55 schied er bei der BSG Chemie Lauscha aus und wurde Fußballtrainer.
Zu seiner erfolgreichen Zeit in Lauscha gehören auch ein Spiel mit der Landesauswahl Thüringen und 1951 die Berufung in den Kader der DDR-Fußballkernmannschaft, die zur Vorbereitung auf künftige offizielle Länderspiele mehrere internationale Vergleiche bestritt.

### Trainer
Seine erste Trainerstation war 1956 (Einführung des Kalenderjahr-Spielrhythmus) die viertklassige BSG Motor Steinach. Dort war er zunächst als Spielertrainer tätig und führte die BSG Motor zur Bezirksmeisterschaft und zum Aufstieg in die II. DDR-Liga. Bereits 1958 erreichte er mit Steinach den Aufstieg in die I. DDR-Liga. In der Saison 1959 bestritt er mit Steinach seine letzten 23 Zweitligaspiele als Spieler und schoss seine letzten zehn Tore in der DDR-Liga. Nach zwei weiteren Spielzeiten in der II. DDR-Liga gelang nach der Saison 1961/62 (Rückkehr zum Sommer-Frühjahr-Rhythmus) erneut die Rückkehr in die Zweitklassigkeit. Dort trieb Leib seine Mannschaft zum Durchmarsch durch die DDR-Liga und damit zum überraschenden Aufstieg in die DDR-Oberliga. Es gelang ihm, Steinach zwei Spielzeiten lang in der höchsten Spielklasse des DDR-Fußballs zu halten und in dieser Zeit seinen Spieler Werner Linß zum Nationalspieler zu formen. Nach der Saison 1964/65 musste Leib mit seiner Mannschaft zurück in die DDR-Liga. Diese verpasste 1966 als Staffelzweite nur knapp den Wiederaufstieg, für Leib bedeutete es den Abschied von Motor Steinach.
Zur Saison 1966/67 wechselte Heinz Leib zum Erfurter Bezirksligisten Motor Rudisleben, der ebenfalls als Tabellenzweiter knapp den Aufstieg verpasst hatte. Auch Leib gelang es in zwei Spielzeiten nicht, Rudisleben zum Aufstieg zu verhelfen, sodass er 1968 dort wieder ausschied.
Nachdem Heinz Leib 13 Jahre lang nicht im höherklassigen Fußball tätig gewesen war, kehrte er 1981 zu Motor Steinach zurück. Die Steinacher hatten bisher über mehrere Jahre zwischen Zweit- und Drittklassigkeit gependelt und spielten in der Saison 1981/82 wieder einmal in der drittklassigen Bezirksliga Suhl. Leib wurde seinem Ruf als Wiederaufstiegstrainer erneut gerecht und brachte Motor Steinach binnen eines Jahres in die DDR-Liga zurück. Die Mannschaft hatte jedoch nicht die Qualität für die Zweitklassigkeit und lag Ende November 1982 seit Wochen auf einem Abstiegsplatz. Nach einer 0:3-Niederlage gegen Motor Nordhausen am 11. Spieltag wurde Heinz Leib zwei Spieltage vor Schluss der Saison-Hinrunde von seinem Vorgänger Günter Queck abgelöst. 1983 wurde Leib Trainer beim Suhler Bezirksligisten BSG EIO Sonneberg. Unter seiner Leitung verbesserten sich die Sonneberger zwar vom Vorjahresplatz zwölf am Ende der Saison 1983/84 auf den neunten Platz, mussten wegen der Reduzierung der Bezirksliga auf eine Staffel aber in die viertklassige Bezirksklasse absteigen. 1985 brachte Leib die BSG EIO wieder in die Bezirksliga zurück, verabschiedete sich danach aber endgültig vom höherklassigen Fußball.